# Terrorisme d'État
Le terrorisme d'État est une forme de terrorisme qui consiste en l'exercice de la terreur par un État sur sa propre population comme méthode de gouvernement. On peut se référer à la formule de Gérard Chaliand citée dans l'article « Terreur » : Il arrive à des États de recourir à la terreur comme mode de gouvernement « permettant au pouvoir en place de briser, à force de mesures extrêmes et d'effroi collectif, ceux qui lui résistent ». Le recours à la terreur rend illégitime, si l'on se réfère à la théorie des fondements du pouvoir d'État selon Hobbes, l'exercice par l'État de son monopole de la violence dès que, d'une part, celle-ci est en violation du contrat décrit par Thomas Hobbes selon lequel le citoyen accepte de renoncer à une partie de sa liberté au profit d'une protection fournie par l'État et que, d'autre part, cette violence ne vise pas au maintien, menacé, de l'État mais à un accroissement de ses prérogatives.
Le terrorisme d'État pose donc un problème d'ordre éthique puisqu'il met en cause non seulement la relation entre l'État et la société civile, mais aussi la nature des rapports que l'État entretient avec la violence.
Un État terroriste est une entité politique territorialement distincte qui utilise la force et à la violence contre d'autres États ou leurs citoyens avec l'intention d'intimider ou de contraindre à accepter sans réserve son idéologie, et de réaliser ainsi une position dominante dans le monde ou de séjour permanent au pouvoir dans leur propre pays.

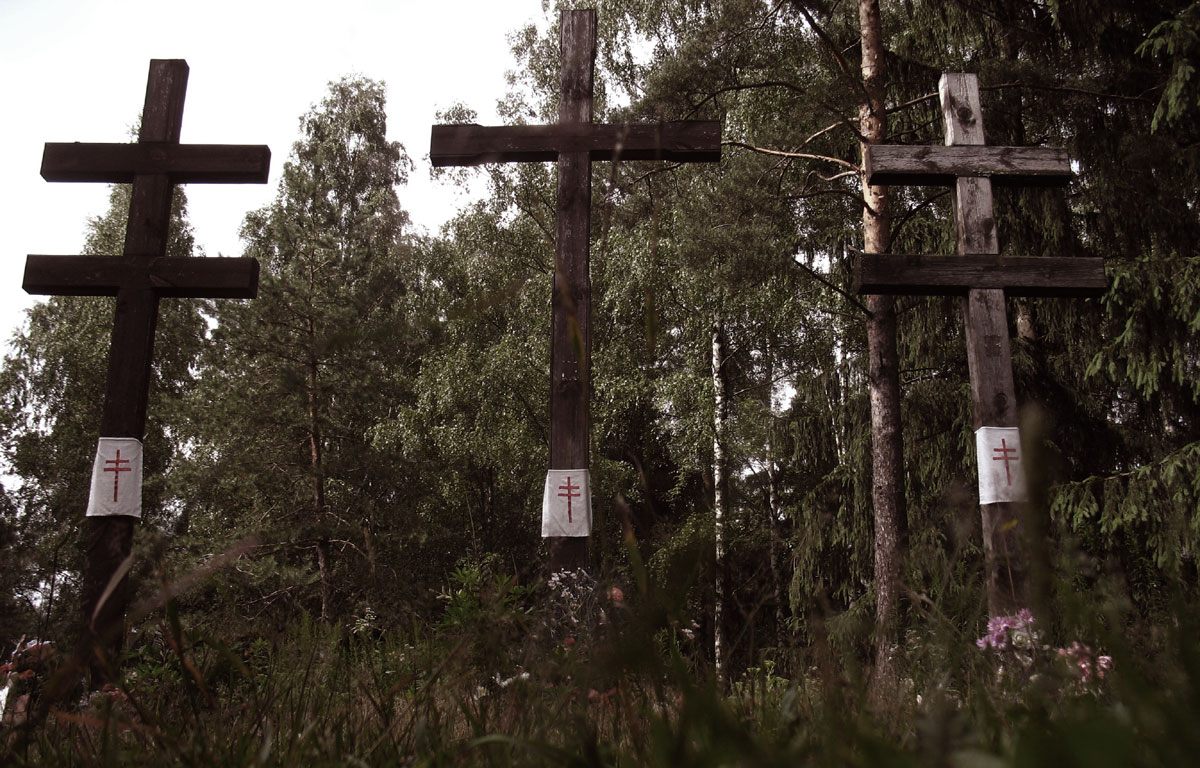
Kourapaty, région forestière à proximité de Minsk, fut le théâtre d'exécutions de masse commises envers la population civile de Biélorussie sur l'ordre de Staline de 1937 à 1941.

## Origine
« La cruauté impressionne. La cruauté et la force brutale. L'homme de la rue n'est impressionné que par la force et la brutalité. La terreur est la méthode la plus efficace en politique. »

— Adolf Hitler
Le terrorisme d'État est à l'origine une variante du terrorisme. Or la notion même de « terrorisme » est issue de l'histoire révolutionnaire française et du régime de la Terreur. Comme le remarque Jean-François Gayraud, il y eut d'abord une expérience concrète avant qu'apparaisse le terme. Selon ses mots, il s'agit « d'une vaste machine politique » qui a organisé des assassinats et des exécutions, soutenue par le pouvoir judiciaire puisque le pouvoir politique avait voté des lois d'exception.
Par la suite, l'expression « terrorisme d’État » a été forgée dans le cadre de la guerre froide par l'URSS pour désigner l'opération Condor : une stratégie de répression des mouvements insurrectionnels d'extrême-gauche, mise en place par les régimes autoritaires d'Amérique du Sud dans les années 1970. Il s'agissait de dénoncer les pratiques qui consistaient à employer massivement des services secrets ou des groupes paramilitaires pour mener des actions d'assassinat et de torture. La « disparition forcée » fut un des phénomènes marquants de cette période (voir à ce sujet le mouvement de Las madres de la plaza de Mayo en Argentine). Guy Debord est un théoricien majeur du terrorisme d'État. Dans La véritable scission, ouvrage cosigné avec Gianfranco Sanguinetti (lui-même par ailleurs auteur de Du terrorisme et de l'État ) et publié en 1972, il accuse « les services de protection de l'État italien » d'avoir fait exploser en 1969 les bombes de la  Piazza Fontana, principal point de départ des « années de plomb » italiennes. En janvier 1979, dans la Préface à la quatrième édition italienne de « La Société du Spectacle », et à propos de l'assassinat d'Aldo Moro, il admet la possibilité « d’une couche périphérique de petit terrorisme sincère », mais « toléré momentanément, comme un vivier dans lequel on peut toujours pêcher à la commande quelques coupables à montrer sur un plateau ». En février-avril 1988, dans Commentaires sur la société du spectacle, il explique qu'il est dans l'ordre de la logique historique que des terroristes sincères en viennent à se faire manipuler par des services secrets.
Le terme de terrorisme d'État a été utilisé a posteriori pour qualifier des événements historiques plus anciens, notamment par Pierre Grimal en 1953 à propos de la destruction de Carthage par Rome en -146.

## Terrorisme d'État et secret d'État
Par définition, le terrorisme d'État reste difficile à identifier puisqu'il relève du secret et que la difficulté tient à mettre en relation de façon formelle la perpétration des actes relevant du terrorisme et l'État qui en est le commanditaire. Ceci est compliqué par le rideau qui empêche de faire la distinction entre l'autorité qui a donné l'ordre et celui qui n'est pas au courant. Le concept reste souvent totalement tabou dans le cadre des relations diplomatiques entre deux pays. Dans le traitement médiatique, les journalistes évitent également « par manque d'éléments de preuve » de procéder à une attribution en direction d'un État et préfèrent s'en tenir d'abord à la réserve.
Dans ces conditions, rares sont les affaires où les États sont mis en cause au plus haut niveau de façon flagrante. En 1985, l'attentat du Rainbow Warrior, attribué à l'État français, sera retentissant dans le concert des nations puisque intervenant dans un contexte de paix et ciblant un pays démocratique sur son territoire. Sans comparaison, un autre événement aussi médiatique sera l'attentat de Lockerbie attribué à la Jamahiriya arabe libyenne en 1988 et qui donnera lieu à un processus qui aboutira 15 ans après à la reconnaissance par la Libye de sa responsabilité. Un processus similaire, conduit par un collectif de victimes, Les Familles du DC10 d'UTA, se produira pour l'attentat contre le vol 772 UTA le 19 septembre 1989, pour lequel la Jamahiriya arabe libyenne reconnaîtra aussi sa responsabilité et indemnisera les familles des 170 victimes.
Noam Chomsky écrivait en 1989 que « l'Opération Mongoose, qui jusqu'ici gagne le prix de la plus grande entreprise isolée de terrorisme international au monde, lancée par l'administration Kennedy juste après la Baie des Cochons, était secrète ». Elle avait un budget de 50 millions de dollars par an, employait 2 500 personnes dont environ 500 américains, et resta malgré tout secrète pendant 14 années, de 1961 à 1975. Elle fut révélée en partie par la Commission Church au Sénat américain et « par quelques bonnes enquêtes journalistiques ».
La notion de terrorisme d'État peut également être utilisée dans le cadre d'une critique politique : c'est le cas pour Noam Chomsky qui considère les États-Unis comme menant une politique étrangère relevant du terrorisme d'État, écrivant notamment : « (...) il faut commencer par reconnaître que dans la majeure partie du monde, les États-Unis sont considérés comme un grand pays terroriste. ». Il s'appuie en particulier sur un jugement rendu par la Cour internationale de justice en 1986 qui a condamné les États-Unis pour « usage illégal de la force » au Nicaragua dans les années 1980.
Le thème du « terrorisme d'État américain » a été repris par d'autres commentateurs, comme l'historien Jean-Michel Lacroix, pour qui « on ne saurait oublier que si les États-Unis condamnent [après le 11 Septembre] le terrorisme d'État, c'est après l'avoir appuyé en Indonésie, au Cambodge, en Iran ou en Afrique du Sud » .

## Méthodes de terrorisme d'État
Les tribunaux expéditifs, la torture, les explosions terroristes, le kidnapping et les exécutions hors-procès sont cités comme pratiques courantes de terrorisme d'État, souvent utilisées pour terroriser les populations par les régimes souverains ou mandataires.
John Rawlings Rees (1890-1969), psychiatre et directeur du Tavistock Institute of Medical Psychology à Londres en 1932, a développé une théorie de contrôle psychologique des masses fondée sur la formation délibérée de névroses. Selon lui, il était possible d'imposer à une population adulte un état émotionnel comparable à celui d'enfants névrosés.
Kurt Lewin décrit l'impact des stratégies de terreur sur les individus : « L'alternance fréquente entre des mesures disciplinaires sévères et la promesse d'être bien traité, accompagnée d'informations contradictoires, interdit toute compréhension logique de la situation. L'individu ne peut dès lors décider si telle ou telle action va le rapprocher ou au contraire l'éloigner de ses propres objectifs. Dans ces conditions, même les individus les plus déterminés seront démobilisés par des conflits intérieurs qui paralyseront leur capacité d'action,. »
Les citoyens des nations occidentales sont généralement protégés des procès injustes par des protections constitutionnelles ou législatives et les procédures judiciaires, bien que, par exemple, récemment aux États-Unis, ces protections auraient été écartées dans l'affaire Hamdi v. Rumsfeld en 2004[réf. nécessaire]. Les autres nations peuvent avoir des institutions plus faibles et des régimes instables qui permettent aux gouvernements d'avoir une influence plus importante sur le déroulement des procès.
Amnesty International signale qu'en 2003, dans 132 pays la torture a été pratiquée par des membres des forces de sécurité, de la police ou d’autres agents de l’État.

### Attentats
Cinq membres de l'administration iranienne sont formellement accusés par la justice argentine d'avoir commandité en 1994 l'attentat de l'AMIA à Buenos Aires perpétré par le Hezbollah par mesure de rétorsion contre l'Argentine qui n'avait pas rempli les obligations d’un contrat prévoyant un transfert de technologie nucléaire à Téhéran.

### Assassinats
Les assassinats ou meurtres politiques ont lieu quand des agents de l'État tuent des citoyens jugés comme des menaces, ou pour intimider des communautés. Ils peuvent être réalisés par des militaires, les services de renseignement, les forces de polices ou des milices paramilitaires (type « escadrons de la mort »). Dans ce dernier cas, il peut y avoir des liens étroits entre eux et les forces officielles, avec des participations communes et/ou une absence de poursuites.
Ces escadrons de la mort, agissant dans un cadre national, attaquent souvent les faibles (socialement), les minorités religieuses ou ethniques, ou les citoyens désignés comme subversifs. Leurs cibles incluent typiquement les SDF, les enfants des rues, les leaders de syndicats, les peuples indigènes, les religieux, les activistes, les journalistes et les universitaires. Ces escadrons protègent généralement leurs donneurs d'ordre par l'illusion d'une criminalité spontanée. Souvent, les corps sont dissimulés, augmentant la détresse des familles et des communautés. Ces cas sont connus sous le nom de « disparitions forcées », particulièrement en Amérique du Sud.
Le « Groupe de travail sur les disparitions forcées ou involontaires » de l'ONU a été créé en 1980 pour enquêter sur le phénomène global des disparitions inexpliquées.
L'élimination d'opposants politiques, s'ils se déroulent à l'étranger, est en règle générale organisée, directement ou indirectement, par les services secrets de l'État incriminé.
Voici quelques exemples en ce domaine :
- Carlo Rosselli et son frère Nello, exilés antifascistes italiens, ont été assassinés en France en 1937 par des membres de la Cagoule française, très probablement à la demande du régime de Mussolini qui finançait ce groupe.
- Ramón Mercader, un des exécuteurs travaillant pour le NKVD, a assassiné Léon Trotski au Mexique en 1940 et aurait auparavant tué une vingtaine de ses partisans[19]
- Guéorgui Markov, dissident bulgare, auteur de romans et de pièces de théâtre a été assassiné en 1978 par les services secrets bulgares à l'aide du parapluie bulgare.
- Moussa Koussa, responsable des services secrets de la Jamahiriya arabe libyenne, a été expulsé du Royaume-Uni en juin 1980 après avoir déclaré que son pays allait exécuter deux opposants sur le sol britannique et il est soupçonné d'avoir coordonné une demi-douzaine d'éliminations physiques en Europe[20].
- Imad Moughniyah, responsable du Hezbollah libanais, a été accusé d'avoir organisé plusieurs attentats et prises d'otages pour le compte de l'Iran. Lui-même est mort en 2008 en Syrie dans l'explosion de sa voiture, dans des circonstances qui font soupçonner, sans certitude, une action du Mossad israélien.
- Shapour Bakhtiar, dernier Premier ministre d'Iran du règne du chah d'Iran a été assassiné en France en 1991 par des hommes travaillant pour le gouvernement Iranien après avoir survécu à une attaque en 1980 commis par Anis Naccache agissant sur ordre direct de Rouhollah Khomeini[21].
- Les « éliminations ciblées » de dirigeants palestiniens, ordonnées par Ariel Sharon à partir de 2001 et jugées contraires au droit international par la communauté internationale, peuvent entrer dans la catégorie des assassinats politiques[22].

### Dans le contexte d'actes de guerre
Lors de guerres les États peuvent mener des actions pouvant entrer, pour certaines, dans la définition de terrorisme. Ainsi, des bombardements massifs sur des civils, s'ils visent un objectif de terreur, peuvent être définis comme terrorisme d'État.

#### Les bombardements nazis
Les nazis ont eu recours à des bombardements sur des populations civiles, certains ayant pu être qualifiés d'actes de terrorisme, comme ce fut particulièrement le cas à Guernica, l'un des exemples les plus emblématiques.

##### Bombardement d'Hiroshima et Nagasaki
Les bombardements atomiques d'Hiroshima et de Nagasaki (et plus largement la destruction systématique des villes japonaises durant la Seconde Guerre mondiale) ont pu être décrits comme des actes de guerre correspondant à du terrorisme d'état.
En effet, les récits historiques pointent le fait que la décision d'utiliser la bombe atomique fut prise afin de provoquer une reddition du Japon par l'usage d'une puissance propre à inspirer la terreur. Ces remarques ont conduit l'historien Michael Walzer à déclarer que cet évènement fut un acte de « terrorisme de guerre : planifier la mort d'un si grand nombre de civils que leur gouvernement soit forcé de se rendre. Hiroshima me paraît être un cas d'école. » Ce type de revendications a finalement poussé l'historien Robert P. Newman, partisan de la bombe, à déclarer : « il peut y avoir un terrorisme légitime, et il peut y avoir des guerres justes ».
De nombreux autres auteurs avancent le terme « terroriste » pour designer ces actes (voir article détaillé),,,

### Cas de la péninsule coréenne
Des affrontements entre les forces armées ou les services secrets de la Corée du Nord et de la Corée du Sud au cours d'opérations d'espionnage, d'actes de terrorisme, d'enlèvements, des raids commandos ainsi qu'au sujet des zones de pêches ont fait depuis la fin des opérations militaires en Corée des centaines de victimes civiles et militaires. Ces deux États sont juridiquement encore en guerre, aucun traité de paix n'ayant été signé entre les deux parties à la suite de l'armistice de 1953.
De 1962 à 1968, le régime nord-coréen crut que le sud se soulèverait de lui-même. Pour hâter l'apparition du « moment décisif », il avait envoyé dans le sud des agents subversifs et des équipes de guérillas qui furent vite neutralisés avec quelquefois de lourdes pertes dans les deux camps. Plusieurs attentats sont commis contre des membres du gouvernements du Sud jusqu'aux années 1980 dont deux contre le président Park Chung-hee en 1968 et 1974.
Les années records d'infiltrations ont été 1967 et 1968 avec 743 agents armés recensés sur les 3 693 infiltrés connus entre 1954 et 1992.
Après la guerre de Corée ou au cours de la période de la Guerre froide, un total de 3 795 Sud-Coréens, essentiellement des pécheurs, ont été enlevés et emmenés en Corée du Nord. Par la suite, par des négociations du gouvernement de la Corée du Sud et des efforts par l'intermédiaire de l'Office coréen de la Croix-Rouge, 3 309 personnes sont rentrées en Corée du Sud. Un total de 480 Sud-Coréens enlevées demeurent en Corée du Nord contre leur volonté en 2007. Le Japon de son côté, dénonce les enlèvements de dix-sept de ses ressortissants par Pyongyang (treize selon la Corée du Nord)  au cours des années 1970 et 1980 par les services secrets nord-coréens, cinq d'entre eux ont regagné le Japon le 15 octobre 2002. Plusieurs témoignages font également état d'enlèvements de femmes de diverses nationalités à Macao, en Thaïlande, en France, en Italie, aux Pays-Bas, en Roumanie, au Liban et en Syrie.
Le 21 janvier 1968, une attaque de la Maison Bleue, la résidence présidentielle de Séoul, par un commando des forces spéciales du Nord de 31 hommes se solde par 28 tués et un prisonnier du côté nord-coréen, 68 morts civils et militaires et 66 blessés du côté de la Corée du Sud, et par trois soldats tués et trois blessés du côté américain.
Le 11 décembre 1969, un avion de ligne YS-11 reliant Kangnung à Séoul est détourné par un agent nord-coréen sur Pyongyang avec 51 personnes à bord (pirate de l'air inclus). Celui-ci est endommagé à l'atterrissage et 11 personnes n'ont jamais regagné la Corée du Sud.
Le 9 novembre 1983, un attentat à Rangoon contre le président sud-coréen Chun Doo-hwan au Mausolée du Martyr, près de la pagode Shwedagon fait 17 morts dans son entourage, dont quatre ministres.
Le 29 novembre 1987, un Boeing 707 de la Korean Air reliant Bagdad à Séoul en plusieurs étapes, le vol 858 Korean Air, explose en plein vol tuant 115 personnes. La bombe avait été placée par deux agents nord-coréens ; le premier s'est suicidé et le second, une femme, Kim Hyun-Hee passant aux aveux est condamnée à mort le 25 avril 1989 par le tribunal de Séoul pour cet acte puis est finalement graciée par Roh Tae-woo.
En avril 2010, deux agents des services de renseignement militaire nord-coréens ont été arrêtés alors que leur mission était d'assassiner Hwang Jang-Yop, un haut responsable nord-coréen ayant fait défection en 1997.

### Amérique latine
Les escadrons de la mort étaient relativement courants en Amérique du Sud depuis les années 1970 et jusqu'au début des années 1990. Dans le cadre des dictatures militaires du Cône Sud, ils étaient notamment chargés de la mise en œuvre du plan Condor. Celui-ci se fondait au moins en partie sur le résultat du développement de méthodes de guerre contre-révolutionnaire par l'armée française après les guerres d'Indochine et d'Algérie. Elle avait en effet pu expérimenter de nouvelles formes de guerre contre-subversive : torture, quadrillage du pays, etc. Pendant et après la guerre d'Algérie, des généraux français seront donc envoyés en Amérique du Sud (basés à Buenos Aires, ils y resteront jusqu'à la chute de la junte du Général Jorge Rafael Videla) ainsi qu'à l'École militaire des Amériques pour y enseigner leurs méthodes contre-insurrectionnelles. Un documentaire Les escadrons de la mort, l'école française, de Marie-Monique Robin, décrit précisément les enseignements français auprès des armées sud-américaines dans la région.
Des groupes paramilitaires sont ou ont encore été récemment[Quand ?] actifs au Brésil, en Colombie, au Guatemala, au Honduras au Salvador. Souvent constitués de policiers ou anciens agents des forces de l'ordre, ils agissent dans les zones les plus pauvres de ces pays. Les plus violents de ces escadrons de la mort étaient les Autodéfenses unies de Colombie (AUC), chargées de s'attaquer aux populations civiles supposées bases sociales des guérillas, et dont l'action a fait quelque 150 000 morts. Les AUC constituaient une force auxiliaire de l’armée colombienne « utilisée pour semer la terreur et détourner les soupçons concernant la responsabilité des forces armées dans les violations des droits humains », relève Amnesty International.

#### Salvador
Pendant la guerre civile du Salvador, s'ajoutant à l'Orden (Organisation démocratique nationaliste), créée en 1960 avec le soutien de l'administration Kennedy, des groupes paramilitaires se multiplient dans les années 1970 (la Main blanche, l'Union guerrière blanche, la Phalange, l’Armée secrète anticommuniste) et se livrent à une campagne d'assassinats politiques. Ces groupes mènent dans les années 1980, avec l'approbation de l'armée régulière, une répression généralisée dans les zones rurales favorables aux groupes rebelles de gauche.
Le journaliste salvadorien Oscar Martinez Penate explique que « chaque jour, au matin, sur les chemins, sur les décharges publiques, on trouve les corps aux yeux crevés, torturés, découpés vivants, décapités, soumis aux plus abominables tourments avant d’être achevés. Des instituteurs sont assassinés simplement parce qu'ils ont rejoint un syndicat. La barbarie est telle qu'un militant n'a plus peur de mourir mais vit dans la hantise d’être capturé vivant. » Le conflit fait au moins 70 000 morts, dont plus de 90 % sont attribuables aux paramilitaires pro-gouvernementaux selon un rapport d’enquête de l'ONU.

### Israël
De nombreuses actions violentes, notamment les opérations dites d'assassinats ciblés, effectuées par l'Etat israélien jusqu'à nos jours, peuvent s'apparenter à du terrorisme d'Etat. Ainsi, de 1979 à 1983, les services secrets israéliens mènent une campagne à large échelle d’attentats à la voiture piégée qui tue des centaines de Palestiniens et de Libanais, civils pour la plupart, revendiqués par le « Front pour la libération du Liban des étrangers » (FLLE). Le général israélien David Agmon (en) indique qu'il s'agissait de « créer le chaos parmi les Palestiniens et les Syriens au Liban, sans laisser d’empreinte israélienne, pour leur donner l’impression qu’ils étaient constamment sous attaque et leur instiller un sentiment d’insécurité ». Le chroniqueur militaire israélien Ronen Bergman précise que l'objectif principal était de « pousser l’Organisation de libération de la Palestine à recourir au terrorisme pour fournir à Israël la justification d’une invasion du Liban ».

## Terrorisme et manipulation

### Dénonciation par l'extrême gauche
L'expression de « terrorisme d'État » est aujourd'hui employée dans certains milieux d'extrême gauche pour dénoncer ce qu'ils estiment être un amalgame injustifié entre le terrorisme et ce qu'ils appellent la « lutte révolutionnaire ». En effet les actions de certains groupes qualifiées de terroristes relèveraient de la résistance légitime. Le terrorisme d'État serait également la cause de la sclérose des sociétés puisqu'il permettrait d'étouffer les revendications du peuple en instillant un sentiment d'insécurité qui entraînerait une mobilisation de chacun derrière les gouvernements en place.[pas clair]
Dans cette optique, il existe donc des degrés d'implication très différents de l'État, depuis le terrorisme actif, le soutien à des organisations terroristes indépendantes, jusqu'à l'inaction délibérée. On peut rapprocher ces concepts de notions de droit pénal individuel français ou l'on parle de « meurtre », « complicité de meurtre », ou de « non-assistance à personne en danger ».
Par ces actions terroristes, un état peut contrôler sa population : une population terrorisée par des attentats, attribués sciemment à des boucs émissaires, devient moins critique envers ses dirigeants politiques, ou les soutient plus franchement, dès lors que ceux-ci donnent l'impression de mettre tout en œuvre pour la protéger.
Pour certains mouvements d'extrême-gauche, la médiatisation des attentats ou des risques d'attentats a pour effet de détourner l'attention de la population de certaines réalités économiques, sociales ou politiques. Le terrorisme d'État serait donc utilisé par les gouvernants pour justifier le renforcement de mesures de surveillance et de contrôle de la population, voire l'instauration de tribunaux d'exception. Si les actions violentes de « mouvements de résistances armés » sont considérés comme légitimes dans une certaine rhétorique d'extrême-gauche, elles sont par contre condamnées lorsqu'elles sont attribuées au camp adverse, soit à l'extrême-droite ou à l'« État bourgeois ».

### Autres attributions contestées
Attribuer un attentat à tel ou tel groupe ennemi, ou attribuer à un État un acte terroriste, est une méthode de propagande à haut risques. Ainsi, les attentats du 11 mars 2004 à Madrid, pour lesquels le gouvernement espagnol a tout de suite accusé l'Euskadi ta Askatasuna (ETA) alors que l'enquête s'orientait rapidement vers les groupes islamistes ont fait chuter le gouvernement en place lors d'élections ayant lieu peu après.
Les mouvements d'extrême-gauche accusèrent les services secrets italiens d'avoir manipulé l'opinion publique en commanditant l'Attentat de la gare de Bologne en 1980, alors que le gouvernement italien avait d'abord soupçonné les Brigades rouges, voire l'Organisation de libération de la Palestine. En l'occurrence, l'extrême-droite a bien été jugée responsable de l'attentat et des néonazis condamnés.
Un degré au-dessus, il arrive aux services secrets eux-mêmes d'utiliser la couverture de groupes terroristes. Le cas le mieux établi est celui des Groupes antiterroristes de libération, groupe luttant contre l'ETA en employant des méthodes terroristes, en fait émanation des services espagnols.
Plus récemment, on a soupçonné le FSB d'avoir monté certains attentats en Russie pour les attribuer à des groupes tchétchènes.